# Viktória Mihályvári-Farkas
Viktória Mihályvári-Farkas (Budapest, 26 de noviembre de 2003) es una deportista húngara que compite en natación.
Ganó una medalla de bronce en el Campeonato Mundial de Natación de 2025 y seis medallas en el Campeonato Europeo de Natación entre los años 2021 y 2025.
Participó en los Juegos Olímpicos de Tokio 2020, ocupando el sexto lugar en la prueba de 400 m estilos.

## Palmarés internacional
| Campeonato Europeo | Campeonato Europeo | Campeonato Europeo | Campeonato Europeo |
| Año                | Lugar              | Medalla            | Prueba             |
| ------------------ | ------------------ | ------------------ | ------------------ |
| 2021               | Budapest (Hungría) | Medalla de plata   | 400 m estilos      |
| 2022               | Roma (Italia)      | Medalla de oro     | 400 m estilos      |
| 2022               | Roma (Italia)      | Medalla de plata   | 1500 m libre       |

| Campeonato Mundial | Campeonato Mundial   | Campeonato Mundial | Campeonato Mundial |
| Año                | Lugar                | Medalla            | Prueba             |
| ------------------ | -------------------- | ------------------ | ------------------ |
| 2025               | Singapur (Singapur)  | Medalla de bronce  | Equipo mixto       |
| Campeonato Europeo |                      |                    |                    |
| Año                | Lugar                | Medalla            | Prueba             |
| 2025               | Stari Grad (Croacia) | Medalla de oro     | 10 km              |
| 2025               | Stari Grad (Croacia) | Medalla de oro     | Equipo mixto       |
| 2025               | Stari Grad (Croacia) | Medalla de plata   | 5 km               |